# Elin Pettersson
Elin Helena Pettersson, född 3 oktober 1892 i Adolf Fredriks församling, Stockholm, död 16 april 1979 i Solna, var en svensk textilkonstnär verksam vid Textilateljén Licium.
Hon studerade vid Tekniska skolan (Konstfack) i Stockholm 1908–1913 och genomförde därefter studieresor till Danmark och Tyskland. Hon anställdes på Licium 1915. Fram till 1930 ritade hon 173 mässhakar och 175 antependier. Hon komponerade sin sista mässhake 1963. Några av hennes skisser till mässhakar som numera finns på  Nordiska museets arkiv kan ses på Digitalt museum.